# عرقون ضعيف
عرقون ضعيف (الاسم العلمي:Euphrasia debilis) هي نوع نباتي يتبع جنس العرقون من الفصيلة الجعفيلية.  